# Daily Kos
 (mai 2025).
Le contenu est difficilement compréhensible vu les erreurs de traduction, qui sont peut-être dues à l'utilisation d'un logiciel de traduction automatique.
Daily Kos (ˈkoʊs) est un blogue politique centré sur la politique des États-Unis qui publie des nouvelles ou des opinions d'un point de vue dit libéral ou dit progressiste. Considéré comme extrémiste par certains, il offre un forum de discussion et un blog communautaire se centrant sur divers mouvements de la base (netroots). Il offre également une encyclopédie politique collaborative et un glossaire. Le Daily Kos est fondé par Markos Moulitsas (Kos est la dernière syllabe de son prénom, son surnom dans l'armée). En 2007, sa société mère, Kos Médias, LLC, a commencé un programme de distribution de bourses pour aider une nouvelle génération de militants progressistes. Environ une douzaine de rédacteurs fournissent le contenu du site.
Le blog a pour but d'influencer et de solidifier le Parti démocrate, soutenant par exemple Bill Halter contre Blanche Lincoln lors de l'élection sénatoriale de 2010 en Arkansas.  En décembre 2015, un sondage sur 9000 lecteurs de Daily Kos a montré un soutien massif pour Bernie Sanders par rapport à Hillary Clinton comme le candidat présidentiel du parti démocrate.  Pourtant, Moulitsas demande à Sanders d'abandonner les primaires le 23 mars 2016, pour construire l'unité dans le parti démocrate nécessaire de battre le candidat républicain supposé Donald Trump à l'élection présidentielle de 2016.  
En 2009, le magazine Time inscrit le Daily Kos dans sa section « les blogs les plus surestimés ». Malgré ce classement, les lecteurs du magazine Time nomment le Daily Kos le deuxième meilleur blog.  Le Daily Kos est financé par la publicité, comme Google AdSense et Blogads. Les annonces se concentrent sur des causes militantes, des médias et des politiques. Le site offre aussi un abonnement sans publicité aux membres. Au cours de 12 mois allant jusqu'à mai 2016, le site a reçu 20,2 millions de visites.

## Contenu
Les textes de Moulitsas et d'un petit groupe de collaborateurs s'affichent directement sur la page d’accueil ; les autres utilisateurs peuvent poster « des journaux », dont les titres apparaissent en première page dans l'ordre chronologique inverse, avec une mise en valeur et un temps d'affichage plus long, pour ceux qui sont recommandés par d'autres utilisateurs. L'autre source majeure de contenu sont les commentaires postés en réponse. Les commentaires sur des informations populaires ou controversés ou sur des articles de première page peuvent se compter en milliers.
Les entrées de première page et les journaux prennent souvent la forme d'une nouvelle d'une source extérieure parsemée du commentaire de l'auteur du journal ou du poste. Parfois ces histoires contiennent une demande d'action d'autres membres de la communauté, comme s'impliquer dans une campagne particulière, donner de l'argent à un candidat ou contacter un élu sur une question précise. Quelques entrées de première page sont appelées « des discussions en direct », qui encouragent les gens à afficher des commentaires sur toute question, comme des débats ou des élections.